# Die Viersteins
Die Viersteins ist eine deutsche Comedyserie, die 1995 bis 1997 gedreht wurde. Sie war die erste eigenproduzierte Serie des Fernsehsenders ProSieben.

## Handlung
Adam Vierstein ist Automechaniker und besitzt eine Tankstelle mit angeschlossener Autowerkstatt. Im Gegensatz zu ihm sind seine Kinder hochbegabt: Albert ist technisch begabt, Romy ist musikalisch und Moritz verfügt über ein fotografisches Gedächtnis. Eva Vierstein stammt aus gutem Hause, in der 5. Folge zieht ihr Bruder Theo in den Haushalt ein. Gisela Oechsler-Bartsch ist die Nachbarin der Viersteins, sie hat zwei Kinder: Klaus und Susu. Klaus ist gutmütig und unsterblich in Romy Vierstein verliebt.

## Hintergrund
Die Viersteins war die erste eigenproduzierte Serie des Fernsehsenders ProSieben. Die erste Staffel mit 20 Folgen wurde zwischen Oktober 1995 und März 1996 am Sonntagabend gesendet und lieferte für ProSieben keinen großen Erfolg. Eine zweite Staffel zwischen Februar und Juni 1997 mit 12 Folgen lief freitags im Vorabendprogramm. Der Versuch mit überdrehteren Figuren und Geschichten einen größeren Erfolg zu erzielen, ging nicht auf.
tm3 wiederholte 24 Folgen der Serie zwischen dem 31. Dezember 2000 und 15. April 2001.
In der Serie hatten zahlreiche Prominente Gastauftritte, darunter Dolly Buster, Sky Dumont, Ottfried Fischer, Maria Furtwängler, Arabella Kiesbauer, Nino Korda und Fritz Wepper.